# Drzewo Babel
Drzewo Babel – polskie wydawnictwo z Warszawy założone przez Barbarę Stępień. Powstało 22 maja 1995 roku.
Wydawało m.in. polskie przekłady książek Paulo Coelho (w tym pierwsze polskie wydanie powieści Alchemik), Petera Stamma i Vedrany Rudan. W przypadku ksiązek Paulo Coelho Drzewo Babel uzyskało wyłączne prawa wydawnicze od autora.
Współpracuje m.in. z Michałem Batorym projektującym okładki książek.
W 2015 r. z okazji 20. rocznicy wydawnictwo ufundowało Nagrodę Alchemika w wysokości 20 tys. zł. W jury nagrody znaleźli się Barbara Stępień, Krystyna Janda, Łukasz Jakóbiak i Tomasz Mackiewicz. Nagrodę wręczono Michałowie Worochowi.
Założycielka nagrodzona tytułem "Lider z powołania" magazynu "Why Story".